# Cavazza
Cavazza je priimek v Sloveniji, ki ga je po podatkih Statističnega urada Republike Slovenije na dan 1. januarja 2010 uporabljalo 5 oseb in je med vsemi priimki po pogostosti uporabe uvrščen na 25.534. mesto.

## Znani nosilci priimka
- Boris Cavazza (*1939), gledališki in filmski igralec ter režiser
- Damijan Cavazza (1973—2009), gledališki scenograf in kostumograf
- Kristjan Cavazza (1969—1991), glasbenik
- Mark Jacob Cavazza - Vazz (*1999), glasbenik reper, MC, igralec ...
- Nada Rupel, por. Cavazza (1910 - ?), slavistak, živela v Italiji
- Sebastijan Cavazza (*1973), gledališki in filmski igralec
- Silvano Cavazza (*1946), italijanski zgodovinar v Trstu